# Rab Ne Bana Di Jodi

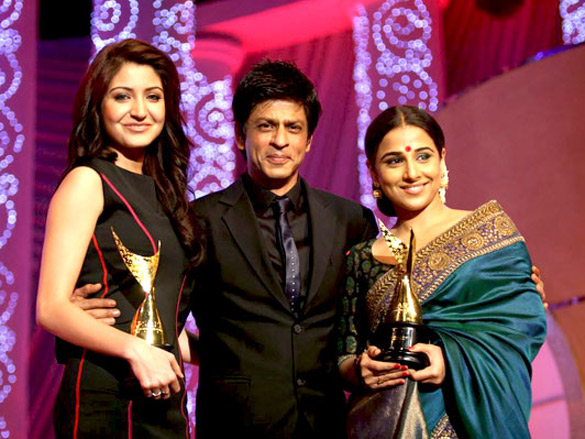
Les 3 acteurs principaux

Rab Ne Bana Di Jodi (Hindi: रब ने बना दी जोड़ी) est une comédie romantique d'Aditya Chopra avec Shahrukh Khan dans un double rôle et Anushka Sharma. Il est sorti le 12 décembre 2008 en Inde et en France. Le titre peut se traduire par "Les couples sont assemblés par Dieu".

## Synopsis
Surinder Sahni, employé consciencieux de la Compagnie d'électricité du Punjab, est invité par un de ses anciens professeurs au mariage de sa fille, Taani. Le très raisonnable mais très ennuyeux Surinder est immédiatement conquis par la joie et la vivacité de la jeune femme. Apprenant la mort accidentelle du futur marié, le vieux professeur a une attaque cardiaque. À l'agonie et craignant de laisser sa fille seule, il fait promettre à Surinder et à Taani de se marier. Le mariage a lieu à la hâte, et le jeune couple s'installe dans la modeste maison de Surinder dans la banlieue d'Amritsar. Celui-ci, sans oser le lui dire, est très amoureux de sa jeune épouse mais n'est pas payé en retour. En effet, Taani, ne pouvant oublier son fiancé défunt, avoue à Surinder qu'elle ne pourra jamais l'aimer, mais s'engage à être une épouse fidèle et attentionnée. Surinder espère que son respect et son affection discrète finiront par avoir raison des réticences de Taani, mais les choses ne changent guère.
Tandis que Taani s'inscrit à un cours de danse pour échapper à une vie monotone avec un mari désespérément fade, Surinder demande conseil à Balwinder, son ami coiffeur, pour conquérir sa dulcinée. Balwinder opère un changement total : moustache rasée, vêtements flashys, coiffure en pétard, lunettes de soleil tendances, Surinder se transforme en un jeune homme audacieux, drôle, extraverti, un peu macho mais poète à ses heures : Raj. Devenu le partenaire de Taani pour le concours de danse, il la fait rire, rêver et renaître à la vie. Jonglant avec ses deux personnages, Surinder refuse d'avouer la supercherie à sa femme et veut être aimé pour lui-même et non pas sous la forme de l'avatar superficiel qu'il a créé.

## Fiche technique
- Titre : Rab Ne Cabaali Jodi
- Titre hindi : रब ने बना दी जोडी
- Réalisation : Aditya Chopra
- Scénario, histoire et dialogue : Aditya Chopra
- Musique : Salim Merchant et Suleman Merchant (Salim-Sulaiman)
- Paroles : Jaideep Sahni
- Chorégraphie : Shiamak Davar et Vaibhavi Merchant
- Photographie : Ravi K. Chandran
- Date de sortie : 2008
- Pays : Inde
- Durée : 167 minutes

## Distribution
- Shahrukh Khan : Surinder Sahni / Raj Kapoor
- Anushka Sharma : Taani
- Vinay Pathak : Balwinder Khosla
- M.K. Raina : le père de Taani
- Manmeet Singh : Raju, le mécanicien
- Kajol, Rani Mukherjee, Preity Zinta, Bipasha Basu, Lara Dutta : participations exceptionnelles

## Musique
Le film comporte cinq chansons composées par Salim et Sulaiman Merchant, écrites par Jaideep Sahni et chorégraphiées par Shiamak Davar et Vaibhavi Merchant.
- Dance Pe Chance interprétée par Sunidhi Chauhan et Labh Jajua
- Tujh Mein Rab Dikhta Hai interprétée par Shreya Ghoshal
- Phir Milenge Chalte Chalte interprétée par Sonu Nigam
- Tujh Mein Rab Dikhta Hai interprétée par Roop Kumar Rathod
- Haule Haule interprétée par Sukhvinder Singh